# Peter Schleiff
Peter Schleiff (* 19. November 1910 in Halle (Saale); † 1. Juni 2011 in Quedlinburg) war ein deutscher Dermatologe und Venerologe.

## Leben
Als Sohn eines Hautarztes und einer Lehrerin studierte Schleiff ab 1930 an der Universität Zürich, der Friedrichs-Universität Halle, der Hessischen Ludwigs-Universität Gießen (Physikum) und der Friedrich-Schiller-Universität Medizin. 1932 schloss er sich mit seinem Bruder Arnold Schleiff dem Corps Thuringia Jena an, das ihm später die Ehrenmitgliedschaft verlieh. Im selben Jahr wurde er auch Mitglied von Thuringias Kartellcorps Hassia Gießen. Nachdem er 1935 in Halle das Staatsexamen bestanden hatte und  zum Dr. med. promoviert worden war, begann er am 1. Januar 1937 die dermatologische Ausbildung bei Walther Schönfeld in Universitätsklinikum Heidelberg. Als frischgebackener Facharzt übernahm er die Betreuung der Außenstelle mit 80 Betten in Neuwied, dann eines Lazaretts mit 240-Betten in Bitche, Lothringen. Er kam an die Westfront 1944/1945. Bei der Operation Overlord geriet er in britische Kriegsgefangenschaft. Als Lagerarzt versorgte er vor allem venerologische Patienten. Als Dozent der Medizinischen Akademie für deutsche Kriegsgefangene hielt er Vorlesungen vor Medizinstudenten über Dermatologie und Venerologie.
Als er im Juli 1948 nach Hause kam, waren sowohl Halle als auch Halberstadt (die Stadt seiner Großeltern) zerstört. Im 60 Jahre alten  Krankenhaus Quedlinburg war eine  Station für Geschlechtskranke in einer ehemaligen Scheune untergebracht. Schleiff erhielt am 1. August 1948 den Auftrag, daraus eine Klinik zu machen. Als Chefarzt mit einem monatlichen Gehalt von 250 Deutsche Mark gelang es ihm, in der Villa einer ehemaligen Saatzuchtfirma eine Hautklinik mit 70 Betten, Röntgenbestrahlung, Labors, Bade- und Kosmetikabteilung einzurichten. Er war Bezirksvenerologe und Bezirkslupusarzt des Bezirks Halle und wurde zum Obermedizinalrat ernannt. 1977 pensioniert, betrieb er in seinem Haus bis zum 98. Lebensjahr eine kleine Privatpraxis. Er engagierte sich in der Evangelischen Kirche und im Quedlinburger Rotary-Club.

## Mitgliedschaften
- Deutsche Dermatologische Gesellschaft (1938)
- Sektion Dermatologie der Akademie der Wissenschaften der DDR